# Los ricos también lloran
Los ricos también lloran (span. „Auch die Reichen weinen“) ist eine mexikanische Telenovela aus dem Jahr 1979.
Die Serie gilt als eine der erfolgreichsten Telenovelas überhaupt. Sie wurde in verschiedene Sprachen übersetzt und in zahlreiche Länder exportiert. Sie war damit eine der ersten Telenovelas, die eine globale Verbreitung erreichten.